# Choriolaus hirsutus
Choriolaus hirsutus är en skalbaggsart som först beskrevs av Bates 1885.  Choriolaus hirsutus ingår i släktet Choriolaus och familjen långhorningar. Inga underarter finns listade i Catalogue of Life.